# Eksprestoget
|  | Denne artikel er oprettet af botten Steenthbot ud fra en ekstern database. Den kan derfor have sproglige fejl eller mangler. Denne skabelon kan fjernes efter kontrol af indholdet. |

Eksprestoget er en dansk dokumentarisk optagelse fra 1923.

## Handling
Glostrup 1922-23. Petersen og Poulsen.